# GSC3260-162
GSC3260-162 є хімічно пекулярною зорею
спектрального класу
A й має видиму зоряну величину в
смузі V приблизно 10.0.
.